# Oracolul din Delphi

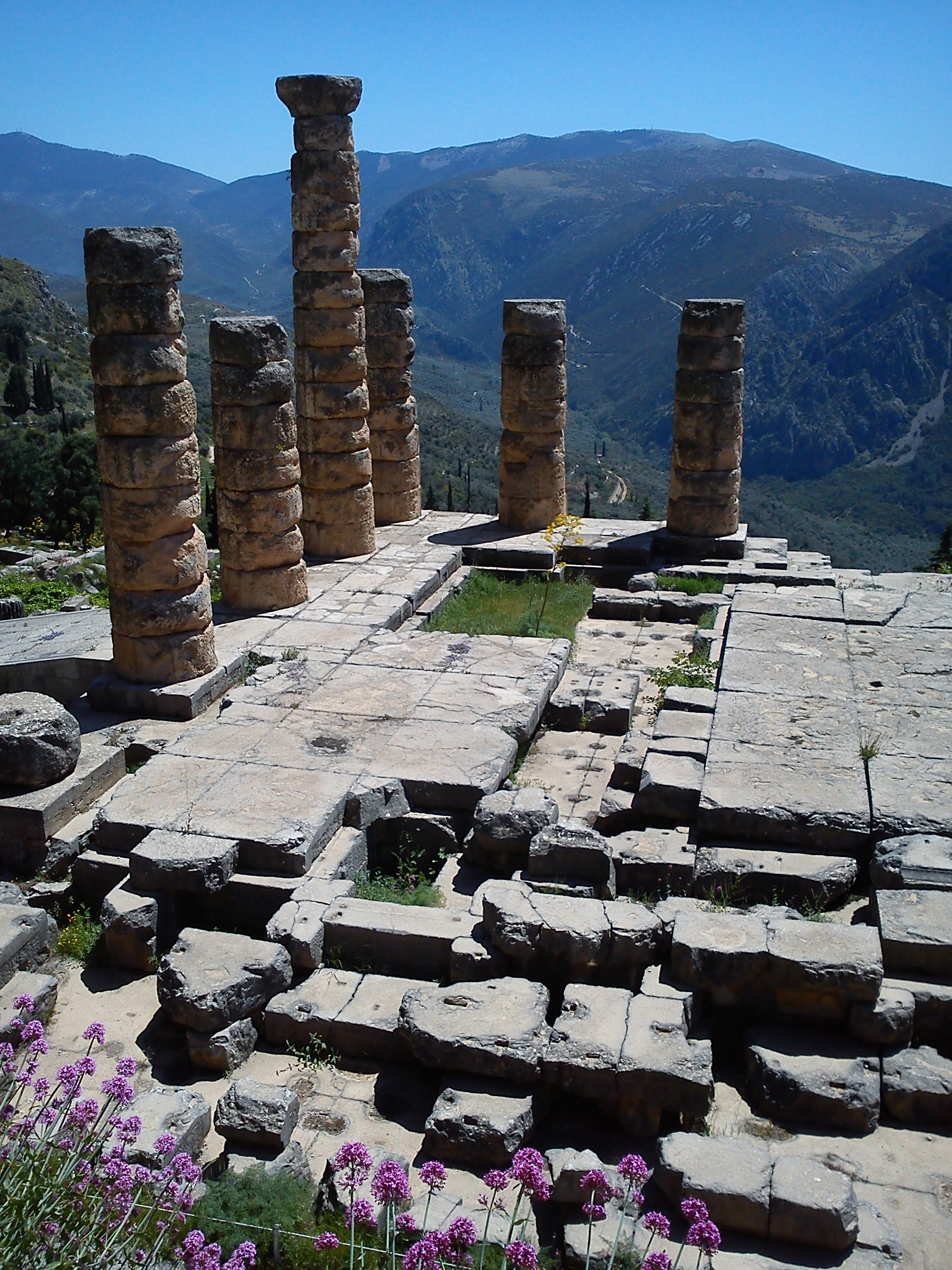
Templul lui Apollo la Delphi

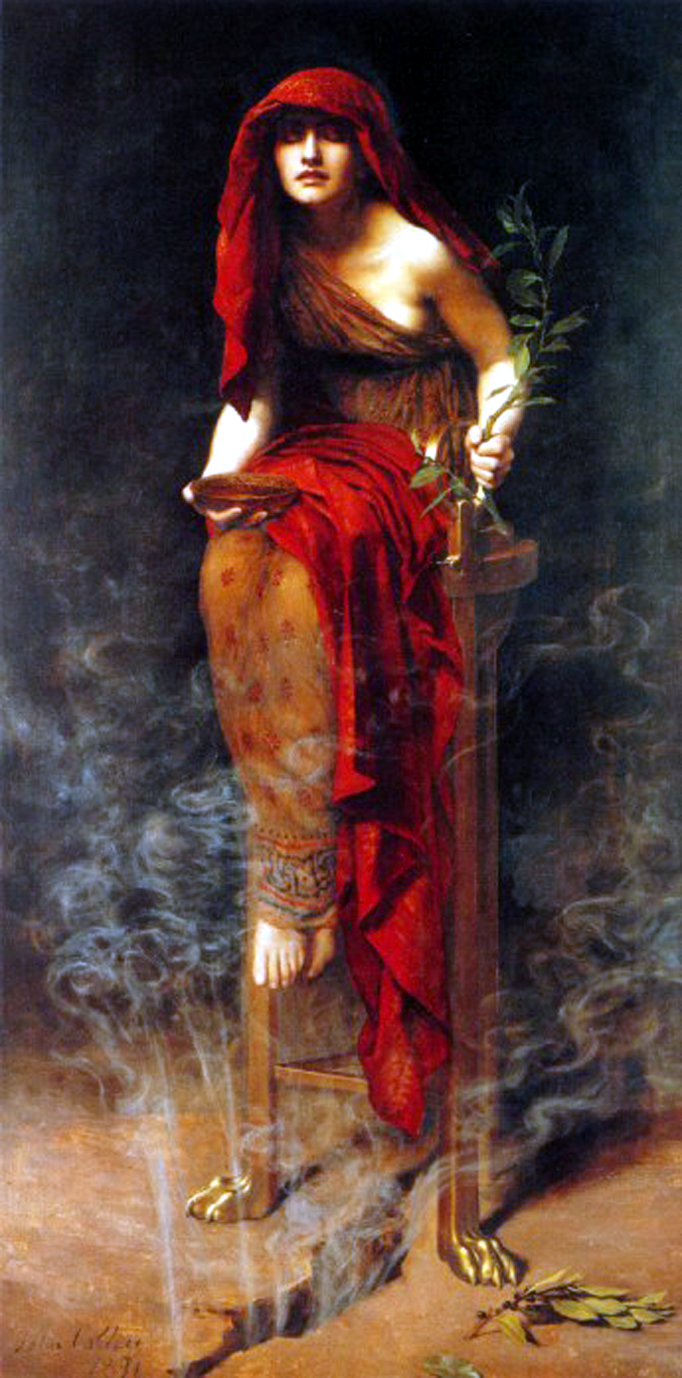
Preoteasa din Delphi (1891) de John Collier, arătându-o pe Pythia așezată pe un tripod, cu vapori ridicându-se dintr-o fisură a pământului de sub ea

Oracolul din Delphi a fost unul dintre cele mai importante centre religioase ale lumii grecești antice, fiind dedicat zeului Apollo și situat în regiunea Phocis, la poalele Muntelui Parnassos. Oracolul grec era venerat ca o sursă de înțelepciune divină și era consultat pentru decizii de mare importanță politică, militară și personală. În Grecia antică, Delphi era considerat simbolic „centrul lumii”, locul unde, conform legendelor, Zeus ar fi lansat doi vulturi din extremitățile pământului, care s-ar fi întâlnit în acest punct.

## Istoric
Templul lui Apollo din Delphi a trecut prin mai multe faze de distrugere și reconstrucție. Cele mai vechi urme ale templului datează din secolul al VII-lea î.Hr. Construcția inițială este atribuită legendarilor arhitecți Trophonios și Agamedes. În anul 548 î.Hr., templul a fost distrus într-un incendiu, iar reconstrucția acestuia s-a realizat prin donații publice, inclusiv contribuții din cetățile grecești, dar și din regiunile Lidia și Egipt. Familia Alcmeonizilor, exilată politic din Atena, a jucat un rol semnificativ în refacerea templului.
În anul 373 î.Hr., un cutremur major a dărâmat templul, dar acesta a fost reconstruit, iar ruinele vizibile astăzi aparțin acestei ultime faze de reconstrucție.
Pe măsură ce lumea greacă a căzut sub influența Imperiului Roman, rolul oracolului a început să scadă. În anul 393, împăratul Teodosiu I a ordonat închiderea tuturor templelor păgâne, inclusiv Oracolul din Delphi, în încercarea de a stabili creștinismul ca religie de stat.

## Funcționarea Oracolului
Oracolul era atât locul în care se aduceau ofrande zeului Apollo, cât și locul unde credincioșii veneau să primească profeții prin intermediul Pythiei, preoteasa oracolului. Răspunsurile date de Pythia, considerate mesaje divine, erau adesea ambigue și necesitau interpretare.

## Înscrisurile de la Delphi
În pronaosul templului erau înscrise două maxime celebre: „Cunoaște-te pe tine însuți” (în greacă: γνῶθι σεαυτόν, „gnōthi seauton”) și „Nimic în exces” (μηδέν άγαν, „mēdén ágan”), îndemnuri la introspecție și echilibru care reflectau idealurile grecești despre autocunoaștere și moderație. Plutarh, filozoful și preotul de la Delphi, a menționat existența unei litere „E” misterioase inscripționate în templu, care a generat numeroase speculații filosofice.

## Origine
Inițial, Oracolul din Delphi era dedicat zeiței Geea, mama pământului, și era păzit de dragonul Python, conform mitologiei grecești. Însă, odată cu venirea cultului lui Apollo, acesta l-a ucis pe Python și a preluat controlul oracolului, devenind zeul principal al templului și al profeției de la Delphi. Apollo era venerat aici alături de Dionis, zeul vinului și al extazului, mai ales în perioada iernii, când se credea că Apollo „pleacă” din templu, iar Dionis prelua temporar conducerea spirituală.

## Importanță
În perioada clasică, Delphi a devenit un simbol al neutralității, iar preoții oracolului respectau strict imparțialitatea, refuzând să susțină o cetate împotriva alteia în caz de conflict. Oracolul din Delphi a avut o influență majoră în lumea greacă antică, fiind consultat de lideri politici, războinici și oameni obișnuiți înainte de decizii importante.

## Profeții
Preotesele erau, adesea, femei cu vârsta peste 50 de ani, cărora zeul le dăduse puterea specială a profeției. Preotesele mai beau apă din izvorul Castaliei și mestecau frunze de laur (copacul sfânt al lui Apollo).
Oracolul din Delphi avea rolul de a face profeții prin intermediul Pitiei, preoteasa zeului Apollo.

### Leonida sau Sparta
În 480 îHr, Leonida, regele spartan, era la curent cu oracolul produs către Sparta înaintea luptei de la Termopile:
Pentru voi, cetățeni ai vastei Sparte 

marea voastră cetate glorioasă, fie sub loviturile perseizilor 

va cădea, fie ea va rezista; dar atunci, din rasa lui Herakles, 

deasupra unui rege mort va plânge țara lui Lakedaemon.

Pe dușmanul său forța taurilor nu-l va opri, nici cea a leilor, 

Când va veni: forța sa este a lui Zeus. Nu, îți zic, 

Nu se va opri până nu-și va primi prada, una sau alta.
ὑμῖν δ᾽, ὦ Σπάρτης οἰκήτορες εὐρυχόροιο, 

ἢ μέγα ἄστυ ἐρικυδὲς ὑπ᾽ ἀνδράσι Περσεΐδῃσι 

πέρθεται, ἢ τὸ μὲν οὐχί, ἀφ᾽ Ἡρακλέους δὲ γενέθλης 

πενθήσει βασιλῆ φθίμενον Λακεδαίμονος οὖρος. 

οὐ γὰρ τὸν ταύρων σχήσει μένος οὐδὲ λεόντων 

ἀντιβίην: Ζηνὸς γὰρ ἔχει μένος: οὐδέ ἑ φημί 

σχήσεσθαι, πρὶν τῶνδ᾽ ἕτερον διὰ πάντα δάσηται.
Interpretarea lui Herodot este că Pythia prezice căderea fie a Spartei, fie a regelui. Leonidas deci, se acoperă de glorie sacrificându-se, pentru ca Sparta să rămână neatinsă, de aceea trimite de la sine trupele aliate, rămânând împreună cu cei „300” singuri în fața armatei lui Xerxes.

## Galerie

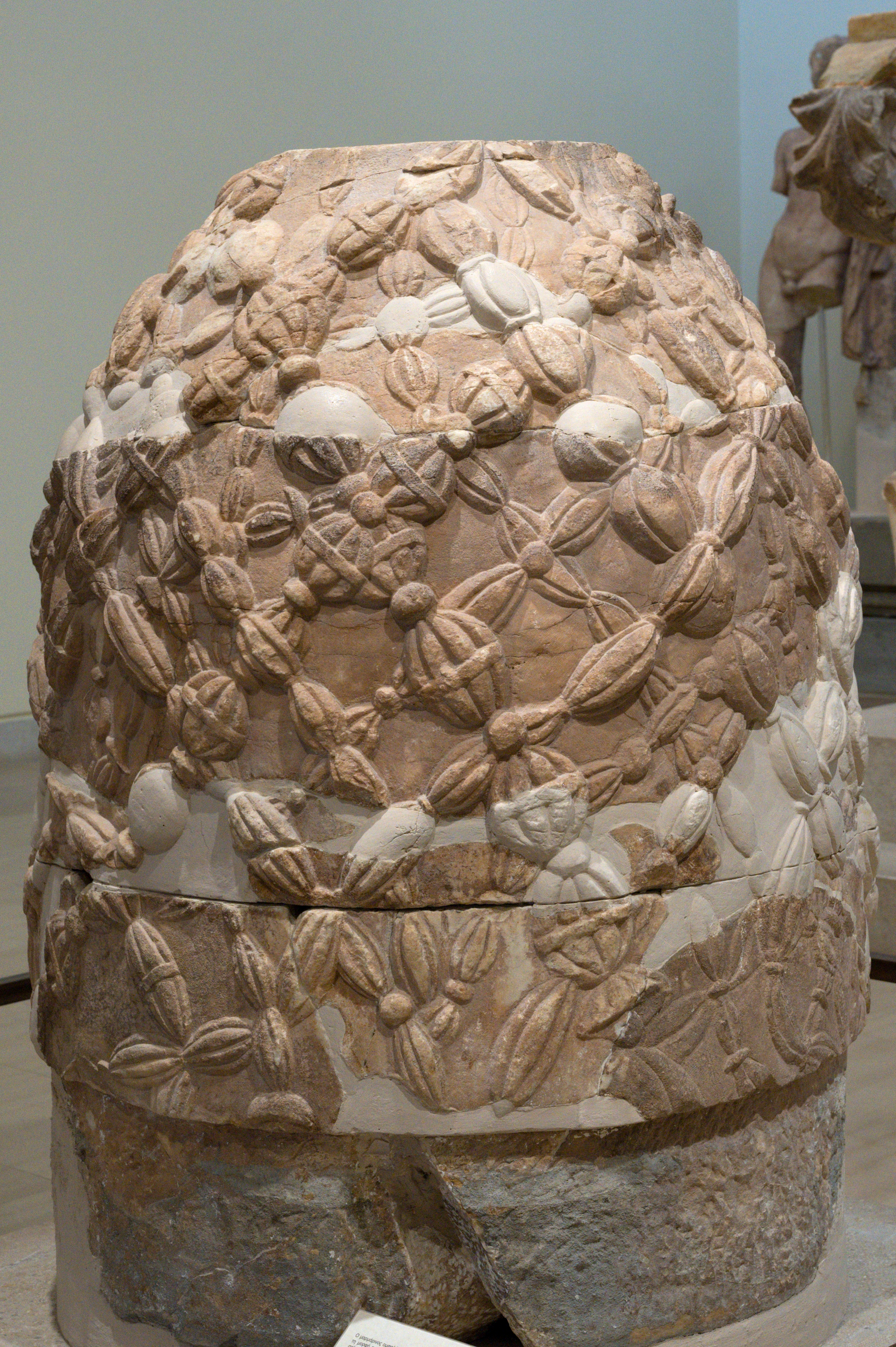
Omfalul în muzeul din Delphi
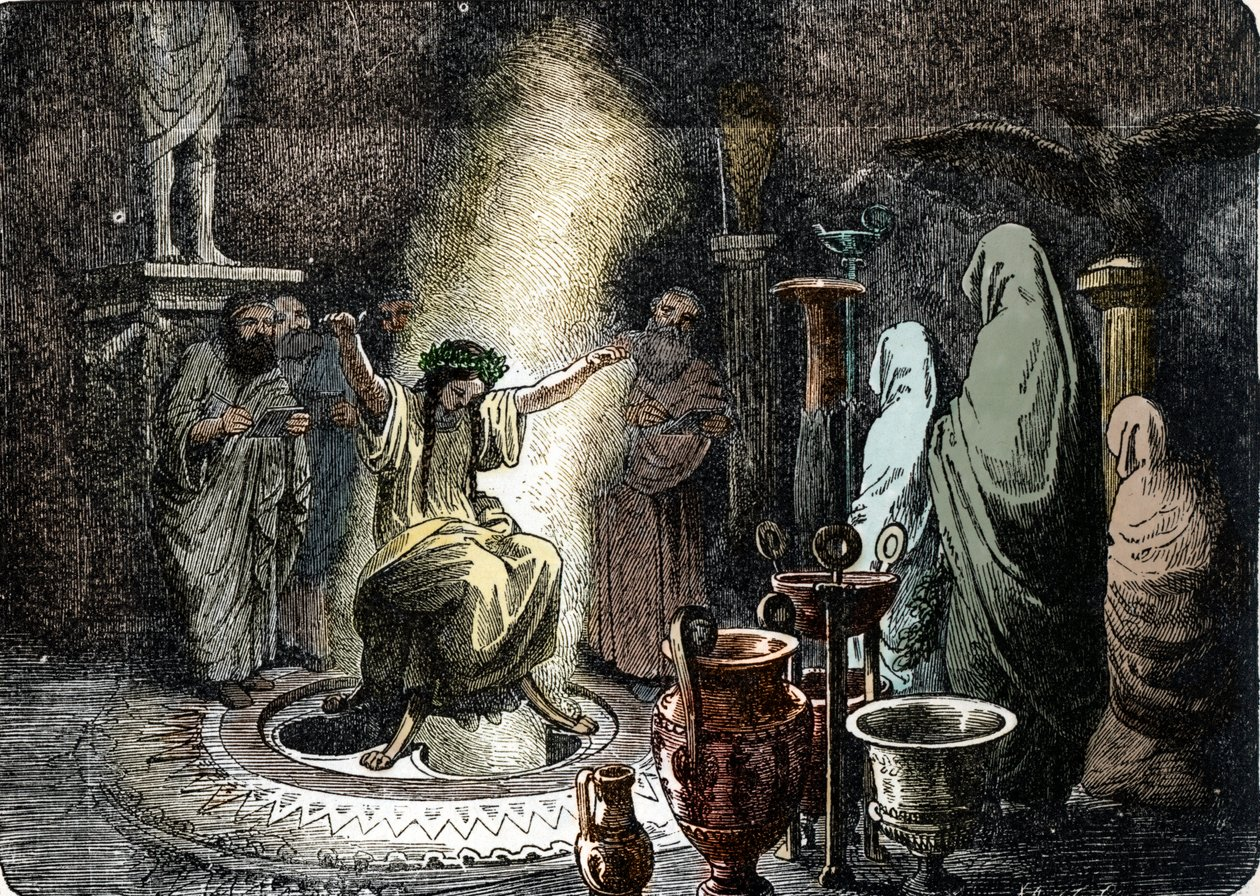
Oracolul din Delphi, în transă, de Heinrich Leutemann
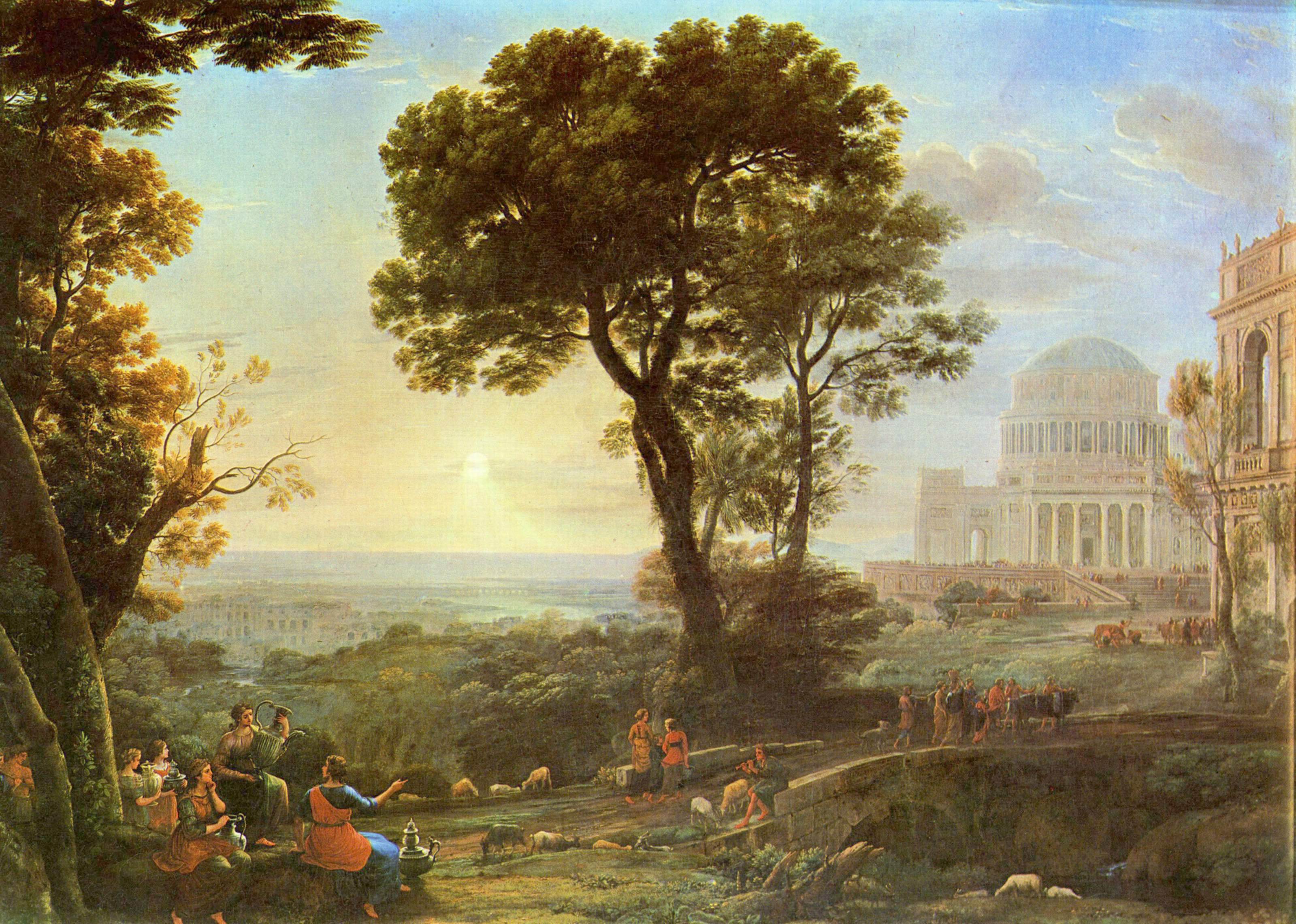
Vedere din Delphi cu procesiune sacrificială de Claude Lorrain
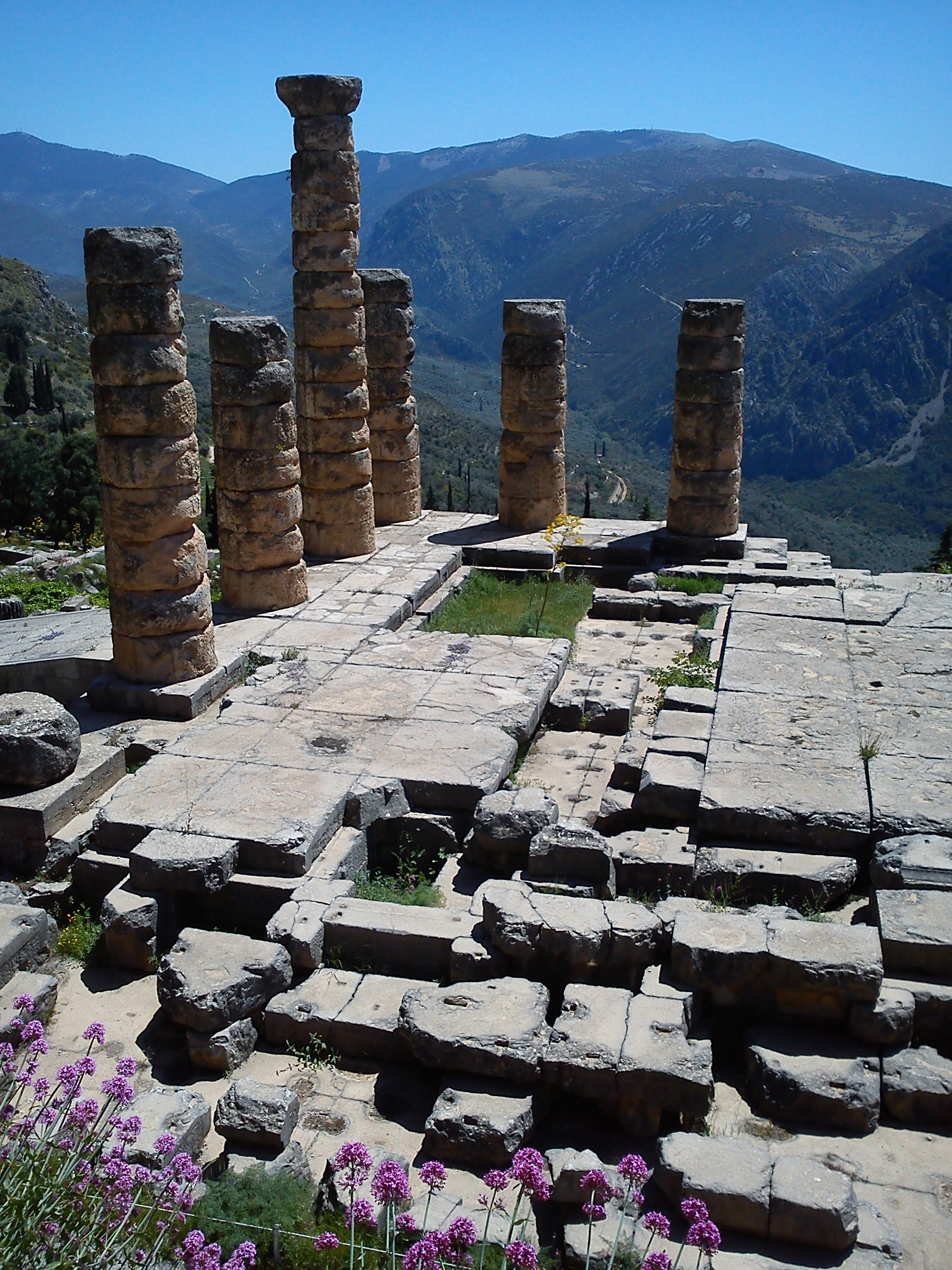
Templul lui Apollo la Delphi
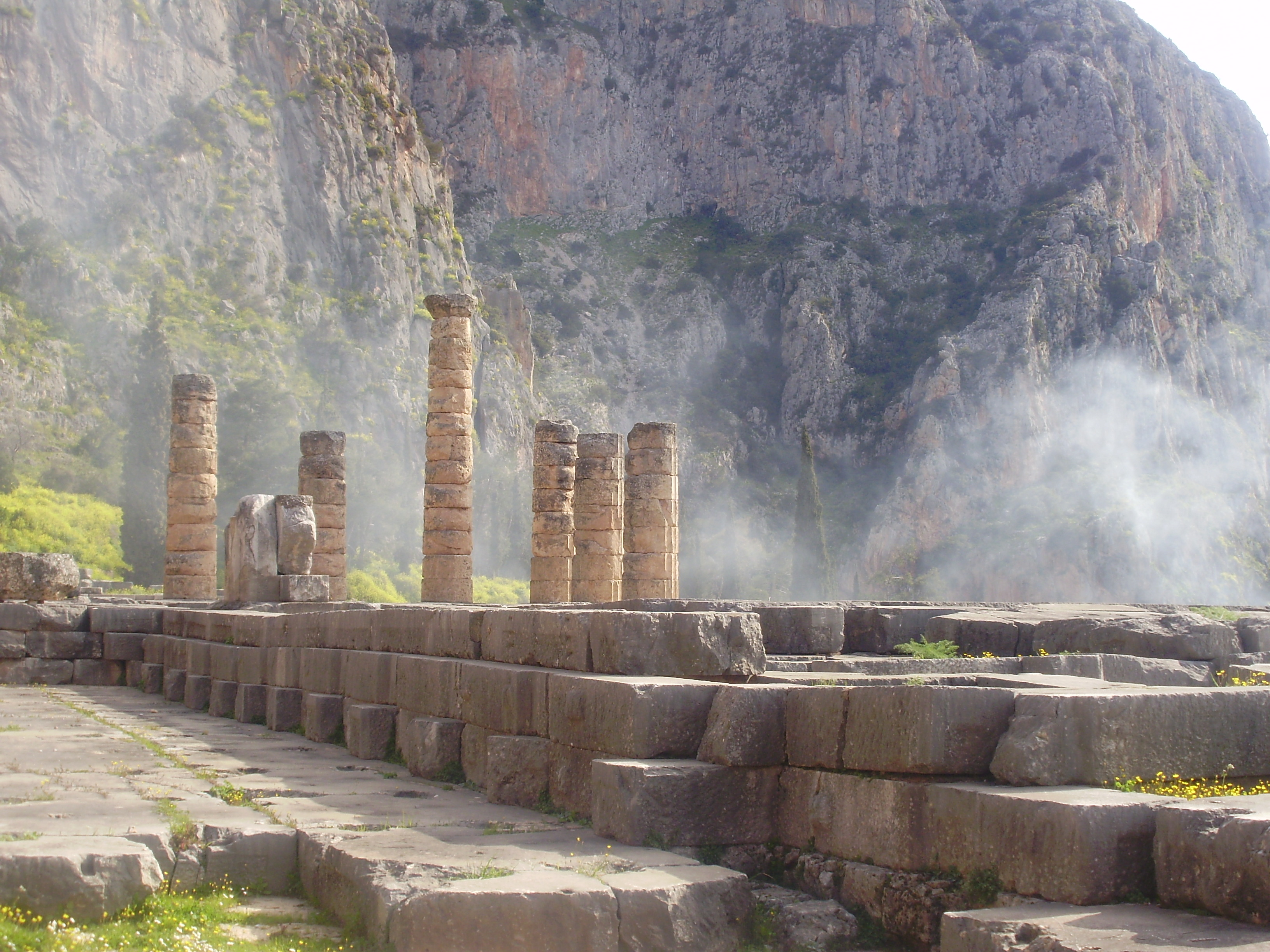
Fotografie modernă a ruinei templului lui Apollo de la Delphi